# Zimmerius
Zimmerius (vliegenpikkers) is een geslacht van zangvogels uit de familie van de tirannen (Tyrannidae). De wetenschappelijke naam van het geslacht is voor het eerst geldig gepubliceerd in 1977 door Traylor. Het door hem beschreven vogelgeslacht is inheems in Zuid-Amerika.

## Soorten
De volgende 15 soorten zijn bij het geslacht ingedeeld:
- Zimmerius acer (Salvin & Godman, 1883) – Guyanavliegenpikker
- Zimmerius albigularis (Chapman, 1924) – Chocóvliegenpikker
- Zimmerius bolivianus (d'Orbigny, 1840) – Boliviaanse vliegenpikker
- Zimmerius chicomendesi Whitney, BM, Schunck, Rêgo & Silveira, 2013 – Chico’s vliegenpikker
- Zimmerius chrysops (Sclater, PL, 1859) – Goudwangvliegenpikker
- Zimmerius cinereicapilla (Cabanis, 1873) – Roodsnavelvliegenpikker
- Zimmerius flavidifrons (Sclater, PL, 1860) – Lojavliegenpikker
- Zimmerius gracilipes (Sclater, PL & Salvin, 1868) – Slankpootvliegenpikker
- Zimmerius improbus (Sclater, PL & Salvin, 1871) – Méridavliegenpikker
- Zimmerius minimus (Chapman, 1912) – Coopmans' vliegenpikker
- Zimmerius parvus (Lawrence, 1862) – Maretakvliegenpikker
- Zimmerius petersi (Berlepsch, 1907) – Venezuelavliegenpikker
- Zimmerius vilissimus (Sclater, PL & Salvin, 1859) – Brilvliegenpikker
- Zimmerius villarejoi Álvarez Alonso & Whitney, BM, 2001 – Mishanavliegenpikker
- Zimmerius viridiflavus (Tschudi, 1844) – Geelwangvliegenpikker